# Pseudonautia guyanensis
Pseudonautia guyanensis är en insektsart som beskrevs av Marius Descamps 1978. Pseudonautia guyanensis ingår i släktet Pseudonautia och familjen Romaleidae. Inga underarter finns listade i Catalogue of Life.